# Rophites hellenicus
Rophites hellenicus är en biart som beskrevs av Ebmer 1984. Rophites hellenicus ingår i släktet blomdyrkarbin, och familjen vägbin. Inga underarter finns listade i Catalogue of Life.